# 律勞卑
威廉·約翰·律勞卑，第九代律勞卑勳爵（英語：William John Napier, 9th Lord Napier，1786年10月13日—1834年10月11日），英國皇家海軍職員、政治家和外交官，在1834年出任首位英國駐華商務總監，但未幾即發生「律勞卑事件」，病逝澳門。

## 生平

### 早年生涯
律勞卑在1786年10月13日出生，是蘇格蘭愛丁堡人，信奉克爾文派長老宗。父親是弗朗西斯·律勞卑，第八代律勞卑勳爵，而母親則名叫瑪麗亞·瑪格麗特·克拉弗林（Maria Margaret Clavering）。律勞卑早年加入皇家海軍，曾經參與1805年的特拉法加戰役，在HMS防衛號上服役；其後又以中尉身份擔任托馬斯·科克倫，第十代鄧唐納德伯爵的隨從。律勞卑退役後轉移從事牧羊業。
律勞卑的父親在1823年逝世，他遂襲取得「律勞卑勳爵」頭銜。在翌年7月8日，他當選為蘇格蘭貴族代表，進入上議院，一直至1832年12月3日為止。
在1818年，律勞卑從家族繼承了墨奇斯頓城堡與周邊土地之地權，他後來又在1833年將物權租與查爾斯·查麥茲（Charles Chalmers），作為創辦墨奇斯頓城堡公學之校址。

### 駐華商務總監
由於經濟出現困難，又受本土工業革命和自由貿易等因素的影響，英國國會在1833年通過了一項《特許狀法案》，結束了英國東印度公司長久以來在對華貿易上所擁有的單一專利權。在喪失專利權以前，東印度公司一直獨佔了中國與英國間的貿易，從茶葉、絲綢和鴉片上取得不少利潤。而基於當時中國一直奉行「閉關自守」的朝貢貿易政策，朝廷獨留廣州十三行一口對外通商，因此公司在廣州設立了獨立委員會主席一職，以統籌對華貿易的事宜。
至於清廷方面，官方其實亦一早知悉公司行將失去專營權，因此在1832年的時候，時任兩廣總督李鴻賓曾傳諭大班，要求在公司失去專營後派「曉事大班」總理貿易，而及後在1832年接任的盧坤，也曾在1833年作出同樣的要求。
兩廣總督的連番要求，使英方以為清廷對對外貿易的態度改變，於是時任外務大臣巴麥尊勳爵便在1833年12月31日委任了他的朋友，即律勞卑為首任駐華商務總監，以總理對華貿易事宜。然而，由於律勞卑本人，以至於英國國內鮮有人對中國國情有所瞭解，於是巴麥尊勳爵在他臨行前作了幾點吩咐。第一，到達中國後駐紮廣州，設法與中國人保持友善關係；第二，在寫給中國官員的書信中，不要使用威嚇性的用語，以免構成冒犯；第三，在非必要的時候，都不要向皇家海軍請求援助。此外，巴麥尊又要他不要干預英商非法的鴉片貿易。

### 律勞卑事件

#### 前往中國
律勞卑帶同了妻兒在1834年4月登上安德洛瑪刻號，啟程前往中國，並在同年7月15日抵達澳門。律勞卑在澳門安頓好後，便按照了英國政府的吩咐，分別委任了前東印度公司在廣州的大班爹核士和G·B·羅拔臣爵士為副總監和第三副總監。另外，他又委任了隨他來華的義律為貿易專員秘書。而以往隸屬於東印度公司的漢務辦公室（Chinese Office）轉為隸屬政府，並以馬禮遜出任漢務參贊（Chinese Secretary）。
至於清廷方面，時任兩廣總督盧坤得悉有外國官員抵達澳門後，便在7月21日傳諭廣州行商，指示他們派員前往當地，查明該名官員的來華目的，並著他們轉告該官員，要他務必遵守《大清律例》和貿易規則，而且不可擅進廣州。然而，諭令未到澳門，律勞卑即在1834年7月23日再度乘船，於7月25日清晨兩時抵達廣州，並隨即得到英商渣甸等的招待，入住十三行的英商館。

#### 發生衝突

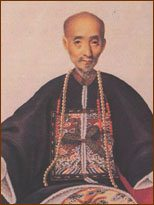
行商伍敦元曾向律勞卑表示會代為向兩廣總督轉達訴求，但是遭到拒絕。

律勞卑沒有在澳門等待批准，逕自前往廣州是一個“錯誤”的抉擇，因為當時清廷規定，除商人和大班，外國政府官員未經許可，是一概不准入城的。而律勞卑在廣州後又再犯下了數個嚴重的“錯誤”。首先，他在翌日指派下屬，不經行商，直接前往城門投遞一封寄給總督盧坤，說明來意的「公函」，但依清朝惯例，外國人的信件一律是要由公行代為轉呈的。其次，律勞卑的信件格式是「公函」而非「稟」，內文則用了「平行款式」，更自稱是來自「大英國」的「正貴大臣」，完全違反慣例。結果，當日除了沒有人敢收信外，盧坤又分別在7月30日和7月31日下了兩道諭令，勒令律勞卑立即離開廣州，又著令行商重新向他解釋貿易規則，如果行商不能確保律勞卑的離開，盧坤更恐嚇會對他們處以極刑。
律勞卑對自己的行為卻沒有感到甚麼問題。相反，他對清廷官員撤走英商一向聘請的艇家，又在搜查他的隨身物品時搗毀他的行李，感到相當不滿。其後，在行商伍敦元的斡旋下，律勞卑與盧坤原本是有機會在7月29日會面的，但隨後他知道中方把他的名譯成「勞卑」（意指「辛勞卑微之人」）後，感到了自己和大英帝國的尊嚴受辱而加以拒絕。

#### 衝突升級

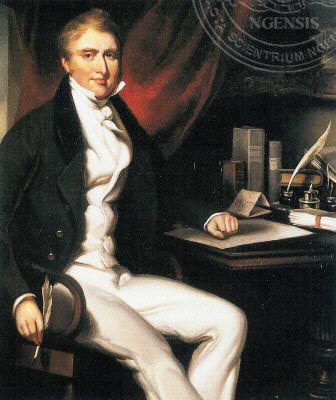
渣甸向律勞卑提議，派遣英艦到黃埔示威。

雖然盧坤已下令驅逐律勞卑，但在鴉片煙商渣甸等的支持下，他仍繼續留在廣州，並分別在8月9日和8月14日兩度致函巴麥尊，為自己的行為作出辯護及解釋之餘，又「建議」英國以出兵中國的手法達到目的。與此同時，盧坤則在8月16日命令行商準備停止與英人貿易。到8月26日，律勞卑又僱人在廣州各處張貼告示，內容除了指責盧坤外，更揚言清廷一旦停止貿易，最終受害的會是中國人。盧坤知道此事後勃然大怒，並在9月2日下令全面終止與英國的貿易。命令發出兩日後，清廷撤走所有中國傭工，嚴禁人民向英人提供任何供給，又派兵包圍英商館。

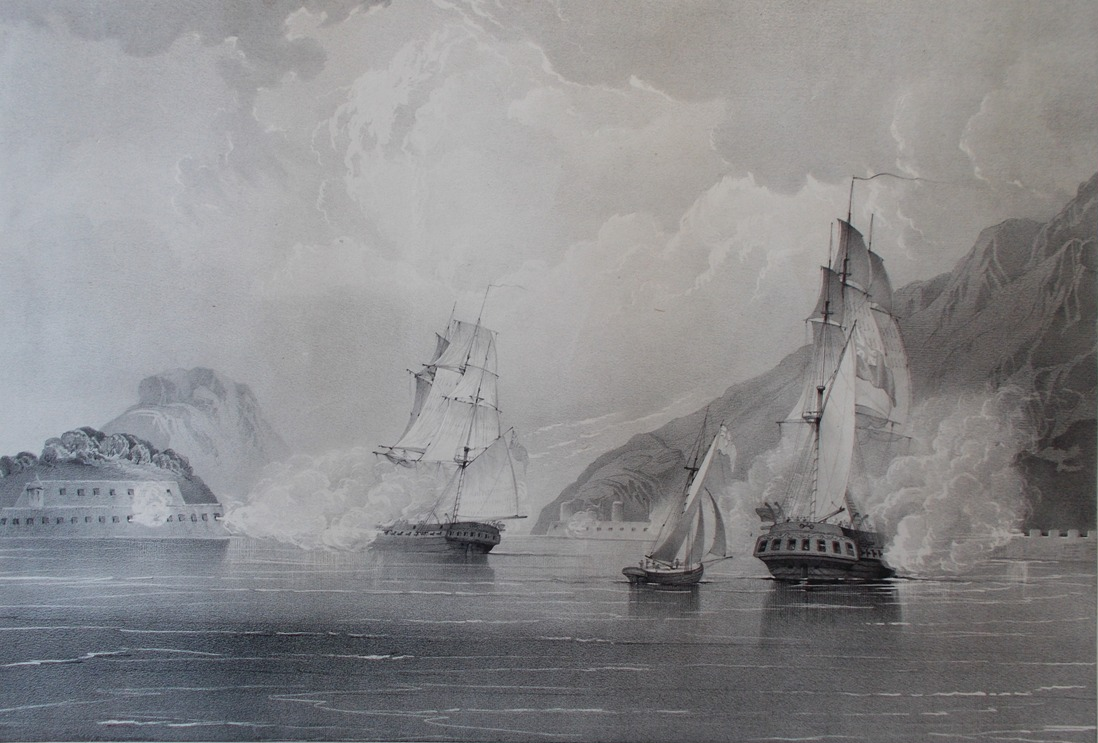
圖中從左到右為伊莫金號、路易莎號與安德洛瑪刻號

由於中英貿易中斷，律勞卑在9月8日發表聲明，指出為了「保護英國貿易，如有關係不美，責在中方」，此外他又聲言清廷「現今業將弄起交戰之故」。同時，他指派同樣身在廣州的義律出發到珠江口，指揮兩艘安德洛瑪刻號和伊莫金號作出戒備。不久以後，他又著第三副商務總監G·B·羅便臣爵士傳遞一封信件給伊莫金號的艦長，指示準備將兩艦駛到黃埔，以向清廷示威。
義律在9月6日抵達虎門，並隨即登上巡邏艇路易莎號。在翌日中午時份，三艘英艦正式啟程，最初沿岸的晏臣灣炮台和附近的清廷水師發空炮示警，但是英艦沒有理會。稍後時份，珠江兩岸的大角炮台、晏臣灣炮台和橫檔炮台先後向強行前進的英艦發實炮一枚、兩枚和三枚。而英艦則曾經開炮還擊，
到9月9日下午時份，英艦再次在虎門發動攻勢，並和中方展開了激烈的炮戰。相方交戰約35分鐘，結果英方三人戰死，五人輕傷，船身輕微損毀；相反，清廷的不少炮台則在戰事中被命中摧毀。這次在虎門的連串海上炮戰，是中國在近代歷史上，首次與西方列強發生的軍事衝突。

#### 事件結果
三艘英艦輕易地在9月11日抵達黃埔，盧坤對此大為緊張，隨即將12艘大船沉於珠江河底，又從各地調動艦隻28艘，士兵1,600人包圍內河，双方剑拔弩张。
律勞卑的進兵方案背後是受渣甸所支持的，渣甸是鴉片煙商，在沿岸一帶從事走私活動，所以清廷下令中斷貿易對他的影響不大。相反，對他而言，假若出兵成功的話，則可借機會要求清廷開放貿易；即使出兵失敗，也可以藉機敦請英國國會改變對華的友善態度。然而，一班從事正當貿易的英商，如顛地等等，卻因為貿易中斷日久，損失漸多而開始責怪律勞卑。加上此時盧坤又向他們承諾，只要律勞卑離開廣州便可恢復貿易，於是紛紛稟請清朝官员重開貿易。
律勞卑雖然有感自己被同胞出賣，但自知已經不獲支持而決定退讓。在9月14日，他向廣州的英商宣佈自己決定離開廣州。五日後，他與伍敦元和渣甸等人會面的時候，指令英艦退到零丁島，但同時要求清廷炮台不可向撤退中的英艦作任何無禮舉動，以及要求清廷向他發出前往澳門的官方文件。結果在盧坤的同意下，律勞卑一行人在9月21日離開廣州，並在9月26日返抵澳門，期間全程均受到清廷水師的監視。至於中英貿易即在9月27日重開。
1835年三月，盧坤等奏請增定防範貿易洋人章程。十四日，清廷增定章程八條。

### 客死異鄉
由於未能適應南中國地區炎熱潮濕的天氣，加上因中英糾紛一事過份操勞，律勞卑在中國染上了瘧疾。此外，他又不聽醫生多休息的勸告以致病情惡化。最終返抵澳門後，律勞卑未幾在1834年10月11日病逝，享年僅四十七歲，遺體暫葬於現今白鴿巢公園傍的舊基督教墳場內，其後遷葬回英國。據了解，他臨終前指出只有戰爭才可以解決中英間的貿易糾紛。
律勞卑死後，副商務總監爹核士接任駐華商務總監一職。

## 家庭
律勞卑在1816年3月28日迎娶了伊萊扎·科克倫-約翰斯通（Eliza Cochrane-Johnstone，c.1795年—1883年6月6日），兩人育有兩名兒子和六名女兒。包括：
- 瑪麗亞·瑪格麗特·律勞卑 （Maria Margaret Napier，1817年3月18日—1896年4月18日）
- 弗朗西斯·律勞卑（英语：Francis Napier, 10th Lord Napier）（1819年9月15日—1898年12月19日）
- 生卒不詳
  - 威廉·律勞卑（William）
  - 喬基娜·路易莎·律勞卑（Georgina Louisa）
  - 伊萊扎·律勞卑（Eliza）
  - 安妮·卡邁克爾·律勞卑（Anne Carmichel）
  - 依蓮娜·艾麗斯·律勞卑（Ellinor Alice）
  - 露西·曼婷·律勞卑（Lucy Matilda）

## 雜記

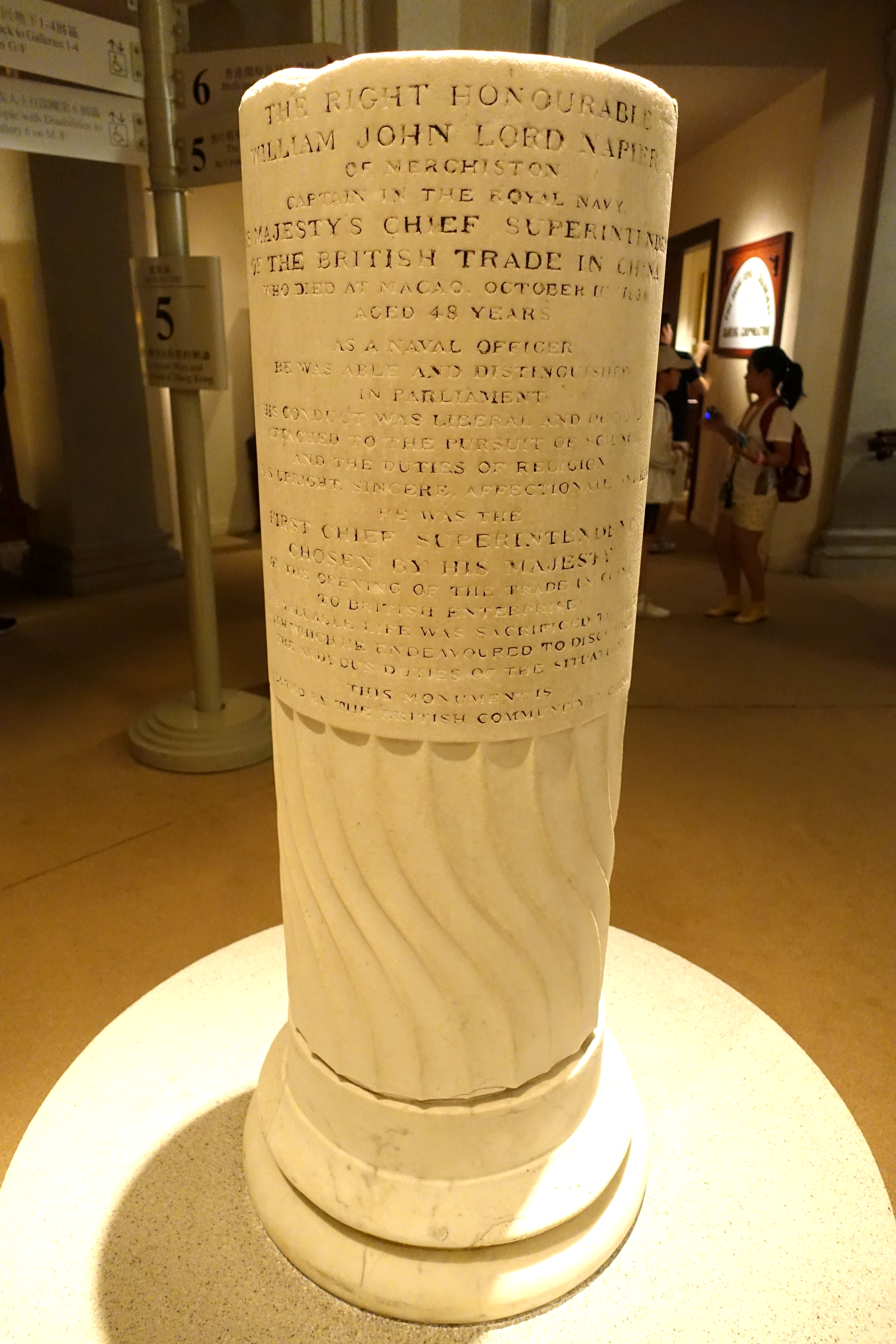
律勞卑紀念碑現被安放於香港歷史博物館

- 英商在律勞卑死後，用了500英鎊從英國運來了一塊「律勞卑紀念碑」，並安放於澳門的中國海關（即現時的關前街、關前後街一帶）。該碑曾一度下落不明，後來被安放於香港墳場，現在則成為了香港歷史博物館的館藏。
- 律勞卑在出任商務總監的時候，已率先提議過佔領香港。
- 律勞卑在致盧坤的「公函」中，以大英國正貴大臣、水師船督、特命總管本國貿易人等、正監督、世襲侯爵稱呼自己。
- 律勞卑個子高，頭髮是黃棕色的。

## 外部連結
- 律勞卑事件
- https://web.archive.org/web/20070927190757/http://www.koreanhistoryproject.org/Ket/C17/E1701.htm，Ch 17---A Clash of Cultures---Taipan，2006年12月17日
- https://web.archive.org/web/20110519173923/http://www.koreanhistoryproject.org/Ket/C17/E1702.htm，Ch 17---A Clash of Cultures---The Chief Superintendent of Trade，2006年12月17日
- http://www.thepeerage.com/p8355.htm#i83546 （页面存档备份，存于），thePeerage.com，person page 8355
- https://web.archive.org/web/20070513002329/http://cyc6.cycnet.com:8090/xuezhu/his_data/content.jsp?n_id=6099&pageno=1，鸦片战争的前奏曲——律劳卑来华引起的中英冲突
- http://www.workgroup.cn/GuoXueDetail.aspx?6329[永久]，清史稿 卷三百七十九 列传一百六十六赵尔巽等
- https://web.archive.org/web/20070929034311/http://www.lwa.com.cn/other/13h/dangandag/daguan_08.htm，清朝政府驱逐英驻华贸易总监律劳卑
- http://naweb.na.cuhk.edu.hk/life/NALife/issue/02-2005/04-08.pdf （页面存档备份，存于），丁新豹、鄧聰主講，根—香港的古物、古蹟，2005年1月7日（PDF格式）

| 官衔       | 官衔                | 官衔            |
| ---------- | ------------------- | --------------- |
| 前任者： — | 駐華商務總監 1834年 | 繼任者： 爹核士 |

| 前任者： 弗朗西斯·律勞卑 | 律勞卑勳爵 1823年－1834年 | 繼任者： 弗朗西斯·律勞卑 |